# Хеншела (област)
Хеншела (на арабски: ولاية خنشلة) е област на Алжир. Населението ѝ е 386 683 жители (по данни от април 2008 г.), а площта 9811 кв. км. Намира се в часова зона UTC+01. Телефонният ѝ код е +213 (0) 032. Административен център е Хеншела.